# Divine Heresy
Divine Heresy («Божественная Ересь») — американская дэт-метал группа, образованная в 2006 году в Лос-Анджелесе гитаристом Дино Касаресом.

## История группы
Идея создания коллектива принадлежит небезызвестному гитаристу Дино Касаресу (Fear Factory, Brujeria, Asesino). Заручившись поддержкой барабанщика Тима Енга (Vital Remains, Hate Eternal), команда приступает к написанию нового материала, а через восемь месяцев успешной работы над дебютным альбомом состав группы дополняется вокалистом в лице Томми Каммингса (Vext).
Запись дебютного релиза «Bleed The Fifth» велась с февраля по май 2007 года, а его релиз состоялся в сентябре посредством влиятельного метал-лейбла «Century Media Records». Дистрибьютором пластинки за пределами Северной Америки выступил не менее влиятельный «Roadrunner Records». Продюсирование и сведение материала было поручено «Dirty Icon Production». Все партии баса для «Bleed The Fifth» были записаны самим Дино, а позднее в состав Divine Heresy был принят басист Джои Пэйн (Nile).
Летом 2008 года группу покидает Томми Каммингс, а место фронтмена занимает вокалист Трэвис Нил (Pushed, The Bereaved). Вот что по этому поводу сказал Дино Касарес: «Мы просто в восторге, что к нам присоединился Трэвис, мы сразу же знали, что он — самый лучший человек на эту должность. У него определенно сильные диапазон и поведение на сцене, что делает его одним из самых смертоносных вокалистов в жанре, а новый материал, который мы сейчас сочиняем, должен затмить наш дебют. Он брутальнее, быстрее и раздражительнее».
В августе того же года, закончив тур по Северной Америке с временным вокалистом Джеком Вередика (ex Periphery), команда устроила тур по Мексике, за которым последовал ряд концертов в США.

## Состав
- Дино Касарес — гитара

### Бывшие участники
- Хосе Мальдонадо — вокал (2005)
- Джон Сэнки — ударные (2005)
- Томми «Vext» Каммингс — вокал (2006-2008)
- Тим Енг — ударные (2006-2012)
- Джои Пейн — бас-гитара (2007-2011)
- Трэвис Нил — вокал (2008-2013)

### Бывшие временные участники
- Риша Эрайвец — бас-гитара (2006-2007)
- Джек Вередика — вокал (2008)

## Дискография
- Bleed the Fifth (2007)
- Bringer of Plagues (2009)